# Osteoma
Per  osteoma in campo medico, si intende una forma di tumore delle ossa di tipo benigno che si forma più frequentemente nelle ossa del cranio.

## Epidemiologia
Colpisce entrambi i sessi in età adulta.

## Tipologia
- Osteoma osteoide, la forma più conosciuta, esistono poi altre varianti della neoplasia come il fibro-osteoma e il condro-osteoma.

## Sintomatologia
I sintomi e i segni clinici presentano tumefazione.

## Esami
- Radiologia, da dove si evince l'opacità dell'osso e se ne valutano le condizioni.

## Trattamento
L'eventuale trattamento è soltanto di tipo chirurgico; vi si ricorre quando il tumore presenti crescita.